# Space Symphony Maetel
Space Symphony Maetel (宇宙交響詩メーテル ～銀河鉄道999外伝～, Supēsu Shinfonī Mēteru: Ginga Tetsudō Surī Nain Gaiden) est une série d'OVA de science-fiction d'animation japonaise en 13 épisodes de 25 minutes, réalisées par Shinichi Masaki d'après le manga de Leiji Matsumoto et diffusée entre 2004 et 2005 directement en DVD.

## Synopsis
Maetel retourne sur Rahmetal, sa planète d'origine pour découvrir à sa grande surprise sa mère, la Reine Andromeda Promethium, de nouveau dans un corps de chair et de sang. Son peuple, en grande partie mécanisé, voit par contre d'un mauvais œil ses réticences à punir les vils humains qui persistent à les provoquer, à l'instar d'un jeune passager clandestin du Galaxy Express 999 qui débarque en même temps que Maetel. Mais que se trame-t-il donc chez les mécanoïdes ? Que cache véritablement la mission de recrutement de Maetel ? Et la compassion de la Reine Millenium pour les humains va-t-elle perdurer ? Les choses se compliquent avec l'implication du Capitaine Harlock mais aussi d'un des généraux de la Reine, qui dissimule de sombres desseins.

## Fiche technique
- Titre : Space Symphony Maetel
- Titre original : 宇宙交響詩メーテル ～銀河鉄道999外伝～ (Supēsu Shinfonī Mēteru: Ginga Tetsudō Surī Nain Gaiden)
- Réalisation : Shin'ichi Masaki
- Scénario Mugi Kamio d'après Galaxy Express 999 de Leiji Matsumoto
- Personnages : Keisuke Masunaga
- Mecha : Katsumi Itabashi et Katsuyuki Tamura
- Directeur artistique : Mitsuharu Miyamae
- Musique : Taro Hakase
- Durée : 13 x 25 minutes
- Dates de sortie en DVD :  Japon : 2004

## Doublage
| Personnages   | Voix japonaises    | Voix françaises     |
| ------------- | ------------------ | ------------------- |
| Nazca         |                    | Aurélien Ringelheim |
| Maetel        | Satsuki Yukino     | Dominique Vallée    |
| Promethium    | Keiko Han          | Brigitte Guedj      |
| Tochiro Oyama | Kappei Yamaguchi   | Eric Chevallier     |
| Leopard       | Yasunori Matsumoto | Martial Le Minoux   |
| Emeraldas     | Kikuko Inoue       | Suzanne Sindberg    |
| Alina         | Minori Chihara     | Adeline Moreau      |
| Sam           | Kenichi Mochizuki  | Frédéric Popovic    |
| Ranpa         | Susumu Chiba       | Cyrille Artaux      |
| Yattaran      | Takeharu Onishi    | Michel Tugot-Doris  |
| Larehla       | Mika Kanai         | Nathalie Bienaimé   |
| Burnbarrel    | Takashi Nagasako   | Sylvain Lemarié     |
| Mente         | Takayuki Fujimoto  | Patrick Bethune     |
| Mel           | Hitomi Nabatame    | Bénédicte Bosc      |
| Bob           | Tomoyuki Shimura   | Bruno Magne         |
| Jim           | Yoshinori Fujita   | Adrien Solis        |
| Oliver        | Junko Minagawa     | Adrien Solis        |

## Épisodes
1. Les Chemins du destin
2. La Détermination de Nazca
3. Maetel proclamée reine
4. Rhapsodie dorée
5. Les Murmures de Promethium
6. Requiem pour Larehla
7. Le Chemin vers ma patrie
8. Marche funèbre pour maman
9. Le Printemps de Lametalle
10. Le Géant de lumière
11. Leopard, le héros
12. Mélodie d'adieu aux héros
13. Un nouveau monde lointain